# Катаиб Сейид аш-Шухада
Батальоны Мучеников Сейидов, или Катаиб Сейид аль-Шухада (араб. كتائب سيد الشهد; англ. Kata'ib Sayyid al-Shuhada, или KSS‎) — иракское шиитское ополчение, действующая как в Ираке, так и в Сирии. Было сформировано в мае 2013 года. Его заявленная миссия — защищать «(Шиитские) святыни по всему миру», чтобы сохранить «единство Ирака» и «положить конец межрелигиозному конфликту».
Группа описывается как прокси Ирана и является одним из первых народных ополчений, которые в 2014 году сформировали Силы народной мобилизации. Группа имеет тесные связи с Организацией Бадра.
Группа также активна в Сирии, где её основное внимание уделяется защите мечети Саййиды Зайнаб в южном пригороде Дамаска. Вооружённые формирования Катаиб Сейид аль-Шухада поддерживают правительство Башара Асада в гражданской войне в Сирии. Её ополченцы принимали участие в битве при Аль-Шейх Маскин в декабре 2014 года в поддержку сирийской армии.

## История
Группа была основана в мае 2013 года, хотя точные обстоятельства её создания остаются неясными. Некоторые источники утверждают, что «Катаиб Сейид аль-Шухада» была создана двумя другими иракскими шиитскими военизированными организациями — «Катаиб Хезболла» и «Организацией Бадра», с целью вербовки большего числа иракских шиитов для борьбы в Сирии с вооружёнными анти-правительственными группировками. Другие источники напротив утверждают, что организация была сформирована Абу Мустафой Аль Шайбани и Фалихом Хазали после того, как они откололись от «Катаиб Хезболла».
Тем не менее, «Катаиб Сейид аль-Шухада» остаётся близким союзником как «Катаиб Хезболла», так и «Организации Бадра», а также Корпуса стражей исламской революции (КСИР), от которого группа получает значительную часть своего финансирования.

### Участие в сирийской гражданской войне
Впервые группа привлекла международное внимание в 2013 году из-за своего участия в сирийской гражданской войне, в которой она сражалась на стороне правительственных сил Башара Асада и его союзников. После появление группы в мае 2013 года, её силы в основном были сосредоточены в южных пригородах Дамаска. Группа утверждала — и продолжает утверждать, — что целью её участия в сирийской гражданской войне является защита мечети Саййиды Зайнаб, крупного шиитского религиозного объекта, расположенного в южных пригородах Дамаска. Однако, группировка всё больше расширяла свои операции в поддержку режима Асада на другие районы Дамаска, а также на юг Сирии.
Группа также активна в Ираке с 2013 года. Группа является частью «Хашд аш-Шааби» (Силы народной мобилизации), зонтичной организации, состоящей из иракских шиитских ополченцев, которые вместе с иракской армией вели борьбу с Исламским государством (ИГ) в Ираке. Группа особенно активно боролась с ИГ в нескольких центральных и северных провинциях Ирака, в первую очередь в провинции Салах-эд-Дин.
В августе 2013 года «Катаиб Сейид аль-Шухада» подверглась международной проверке на предмет возможной причастности к нападению сил режима Асада с применением химического оружия в Восточной Гуте 21 августа. Сообщения на странице группы в Facebook подтверждали, что она действовала в Восточной Гуте ещё до 20 августа, в результате чего многие наблюдатели предположили, что правительство Асада использовало данную группу для окружения области, на которую было совершено нападение с применением химического оружия, чтобы гарантировать, что ни один боевик не ускользнет. Другие источники утверждают, что присутствие группы в этом районе не имело отношения к нападению и что «Катаиб Сейид аль-Шухада» просто располагалась недалеко от Восточной Гуты для защиты стратегически важной железнодорожной станции, контролируемой правительством, расположенной в Восточной Гуте. Сама группа не прокомментировала обвинения, хотя 24 августа сообщила, что за последние дни в Сирии были убиты восемь её бойцов.
В сентябре 2014 года боевики «Катаиб Сейид аль-Шухада» начали вести военные операции на южном фронте Сирии и с тех пор действуют там. Группа действовала в сельской местности между Даръа и Дамаском. В ноябре 2014 года повстанцы двинулись в сторону Дамаска и столкнулись с «Катаиб Сейид аль-Шухада» возле Шейх-Мискина. К январю 2015 года повстанческие группы захватили территорию в этом районе, ранее находившуюся под контролем «Катаиб Сейид аль-Шухада».
В середине октября 2014 года «Катаиб Сейид аль-Шухада» снова попала в заголовки газет как один из самых откровенных критиков решения Саудовской Аравии о казни саудовского шиитского священнослужителя Нимр ан-Нимра по обвинению в подстрекательстве к мятежу. «Катаиб Сейид аль-Шухада» призвала правительство Ирака прекратить дипломатические отношения с Эр-Риядом. Группа заявила, что «все, что имеет саудовское происхождение», будь то человеческое или материальное, в качестве законной будущей цели для группы и пригрозил «нанести удар и уничтожить» Саудовскую Аравию.
В феврале 2015 года «Катаиб Сейид аль-Шухада» участвовала в наступлении сирийской правительственной армии на юге, вместе с «Хезболлой» и КСИР. Наступление было направлено на захват южных провинций Даръа и Эль-Кунейтра. Участие группы в наступлении было зафиксировано в документальном фильме под названием «The Men of God in Syria», или «Rijal al-allah fi Soorya» на арабском языке, который весной 2015 года транслировался на иракском новостном канале «Alanwar TV».